# Groß Krams
Groß Krams es un municipio situado en el distrito de Ludwigslust-Parchim, en el estado federado de Mecklemburgo-Pomerania Occidental (Alemania), a una altitud de 39 metros. Su población a finales de 2016 era de 188 habs. y su densidad poblacional, 18 hab/km².